# Kristóf Krisztián
Kristóf Krisztián (Budapest, 1969. június 28. –) Hortobágyi Károly-díjas és Guinness Rekorder magyar zsonglőr, artistaművész, 1996 és 2012 között a Budapesti Nemzetközi Cirkuszfesztivál főrendezője.

## Élete
Kristóf Krisztián negyedik generációs magyar cirkuszcsaládból származik. Szülei is artisták voltak, akik ugródeszka és perzs (rúd egyensúlyozó) számukkal járták a világot. Az alap és középfokú iskolák elvégzése után a Magyar Táncművészeti Főiskolán tanult.
Visszament a zsonglőrködés gyökereihez, hogy újraélessze a Gentleman Juggler (úriember zsonglőrködés) 100 évre visszanyúló eredeti zsánerét. Produkciójában cilinderrel, labdával és szivardobozokkal dolgozik, valamint egy szivaron egyensúlyoz négy széket és egy kávézó asztalt. Az egyik legfiatalabb előadó-művész volt, aki megkapta a Hortobágyi Károly-díjat a magyar kulturális és oktatási minisztertől.
Bekerült a Guinness Rekordok Könyvébe mint világrekorder, azzal a számmal amikor 3 szivardobozt feldobott és, míg azok levegőben voltak, ő 4 teljes fordulatot (1440 fok) tett meg.
Nevéhez fűződik a Budapesti Nemzetközi Cirkuszfesztivál 1996 és 2012 közötti rendezései, valamint a MACIVA Mester Stúdió megalapítása.
2016-ban ismét Magyarországon lépett fel, a Fővárosi Nagycirkusz Atlantisz gyermekei című műsorában. 
Egy gyermeke van, Noella, aki 2004. augusztus 10-én született.

## Díjak
- 1987. Ezüstérem, Holnap Cirkusza Világfesztivál (Párizs, Franciaország)
- 1987. Bronzérem, Festival de Circuba (Havanna, Kuba)
- 1988. Az év előadója, Fővárosi Nagycirkusz (Budapest, Magyarország)
- 1988. Aranydíj, Performing Art Spring Fesztivál (Phenjan, Észak-Korea)
- 1993. Bronzérem, Festival Internacional de Circo (Santiago, Chile)
- 1993. Hortobágyi Károly-díj (Budapest, Magyarország)
- 1994. Ezüstérem, Gran Premio dell Circo Fesztivál (Genova, Olaszország)
- 1995. Ezüstérem, Wuqiao Cirkuszfesztivál (Peking, Kína)
- 1998. Circo Chen-díj a 2. Budapesti Nemzetközi Cirkuszfesztivál rendezéséért (Magyarország)
- 2009. “Guest of Honor” nagydíj, ROSGOS Circus Art Fesztivál (Moszkva, Oroszország)
- 2010. Aranyérem a “Hope” című produkció rendezéséért, Szentpétervári Cirkuszfesztivál (Oroszország)
- 2012. A Bolshoi Cirkusz különdíja, Golden Buff Festivál (Moszkva, Oroszország)
- 2013. 
  - Aranyérem, Golden Trick of Kobzov Nemzetközi Cirkuszfesztivál (Ukrajna)
  - Bronz díj, 15. Latinai Nemzetközi Cirkuszfesztivál (Olaszország)
  - Ezüst díj, 14. Wuhani Nemzetközi Cirkuszfesztivál (Kína)
  - Bronz díj, 15. Saint-Paul-lès-Dax Nemzetközi Cirkuszfesztivál (Franciaország)
- A Magyar Érdemrend lovagkeresztje (2021)